# Cerro Apacheta
Cerro Apacheta är ett berg i Bolivia.   Det ligger i departementet La Paz, i den västra delen av landet, 400 km nordväst om huvudstaden Sucre. Toppen på Cerro Apacheta är 4 484 meter över havet, eller 28 meter över den omgivande terrängen. Bredden vid basen är 0,63 km.
Terrängen runt Cerro Apacheta är huvudsakligen kuperad. Runt Cerro Apacheta är det glesbefolkat, med 15 invånare per kvadratkilometer.. 
Omgivningarna runt Cerro Apacheta är i huvudsak ett öppet busklandskap.